# Commelina
- Commons
- Wikispecies

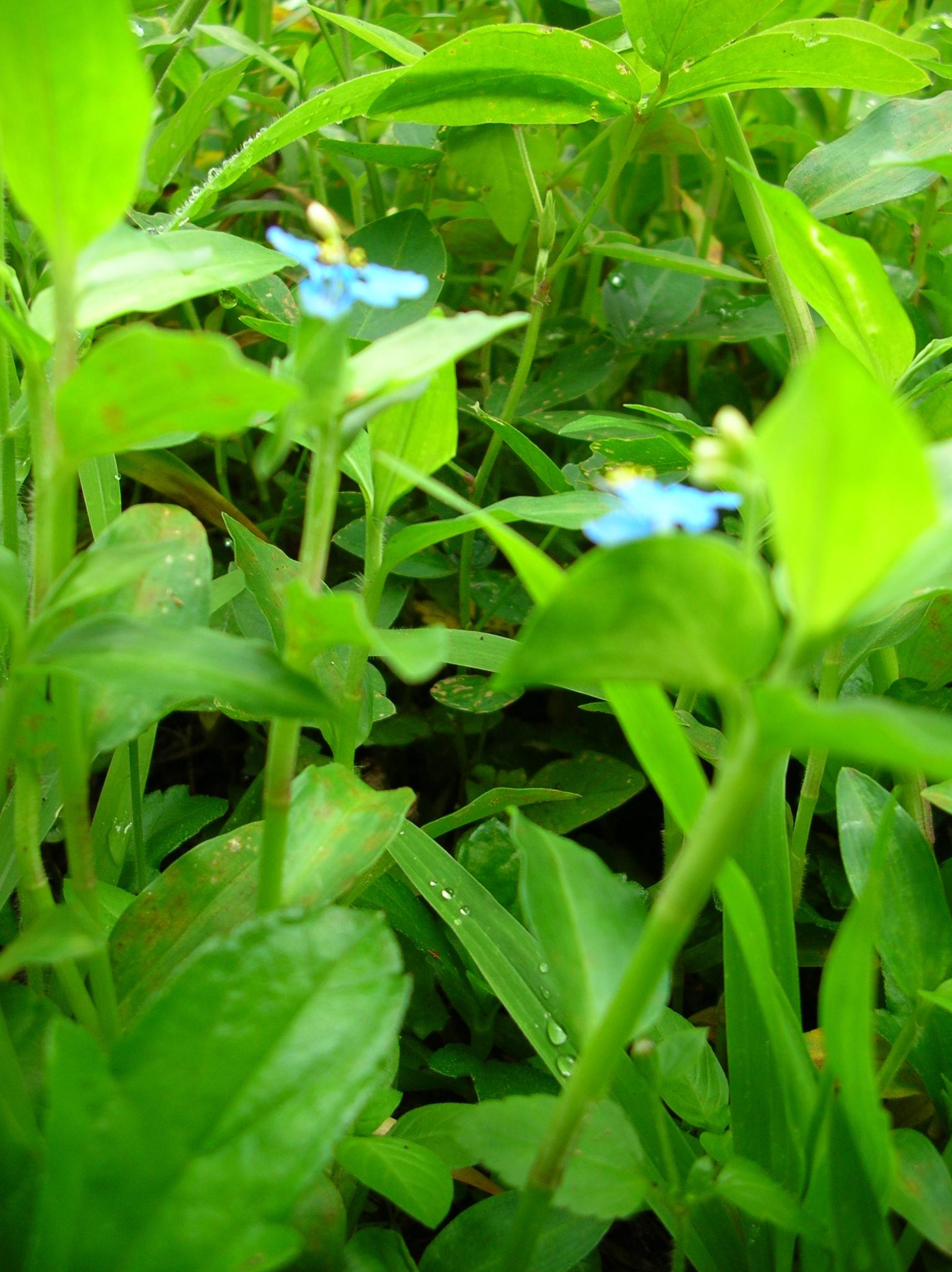
Commelina diffusa

Commelina L. é um género botânico pertencente à família Commelinaceae.

## Sinonímia
- Athyrocarpus Schltdl. ex Benth.
- Commelinopsis Pichon
- Phaeosphaerion Hassk.

## Espécies
- Commelina benghalensis
- Commelina caroliniana
- Commelina coelestis
- Commelina communis
- Commelina cyanea
- Commelina diffusa
- Commelina erecta
- Commelina sellowiana
- Commelina tuberosa
- Commelina virginica
- Lista completa

## Classificação do gênero
| Sistema | Classificação                     | Referência               |
| ------- | --------------------------------- | ------------------------ |
| Linné   | Classe Triandria, ordem Monogynia | Species plantarum (1753) |